# Eugenia chacueyana
Eugenia chacueyana är en myrtenväxtart som beskrevs av Brother Alain. Eugenia chacueyana ingår i släktet Eugenia och familjen myrtenväxter. Inga underarter finns listade i Catalogue of Life.